# Hans Hagen (1894)
Hans Hagen (Fürth, 15 luglio 1894 – 11 ottobre 1957) è stato un allenatore di calcio e calciatore tedesco.